# Грубе, Александр Васильевич
Алекса́ндр Васи́льевич Гру́бе (19 (31) августа 1894, деревня Григорьевка, Уфимская губерния — 4 октября 1980, Москва) — советский скульптор, преподаватель. Заслуженный деятель искусств БССР (1942). Народный художник БССР (1944). Председатель правления союза художников БССР (1942—1944).

## Биография
Родился 19 (31 по новому стилю) августа 1894 года в деревне Григорьевке Уфимской губернии.
Занимаясь рисунком и лепкой, самостоятельно обучается скульптуре. С 1918 года работает в Белоруссии преподавателем.
В 1941 году переехал в Москву. Работал в мастерских Ватагина, Манизера. В 1952 году получил мастерскую в Городке художников на Масловке, где жил и работал всё оставшееся время.
Умер 4 октября 1980 года в Москве.

## Произведения
- «Труд» (1920, дерево, Национальный художественный музей Республики Беларусь);
- первый в СССР, ещё прижизненный памятник В. И. Ленину (1922, дерево, посёлок Краснополье, Белоруссия)[2][3][4][5];
- памятник В. И. Ленину для Коммунистического университета Белоруссии (1925);
- «Лирник» (1925, дерево, не сохранился);
- «Кастусь Калиновский» (1926, дерево);
- «Максим Богданович» (1927, гипс);
- «Раб» (1927, дерево);
- «Тачечник» (1928, дерево);
- «Красноармеец» (1929, дерево);
- «Руки прочь от СССР» (1931, рельеф);
- «Пятилетку за четыре года» (1931, рельеф);
- «Трактористка» (1935, дерево, Национальный художественный музей Республики Беларусь);
- «Белорус» (1940, дерево, не сохранился);
- портрет Л. М. Доватора (1942, гипс, Государственная Третьяковская галерея);
- «Танкист» (1943, дерево);
- портрет и проект памятника К. С. Заслонову (гипс, 1946—1947);
- памятник В. В. Куйбышеву в Кокчетаве (1948, бронза);
- «Женский портрет» (1954);
- «Строитель» (1954);
- «Сталевары» (1957, гипс);
- «Рихард Зорге» (1959);
- «Плач» (1960);
- «В. Ленин на трибуне» (1960);
- «Доменщики» (1961);
- «Мастер Зайцев» (1970).

## Награды
- Орден Трудового Красного Знамени (20.06.1940) — за выдающиеся заслуги в деле развития белорусского театрального и музыкального искусства